# Бранково коло (издавачка кућа)
Бранково коло је културна институција настала као својеврсна песничка задужбина Бранка Радичевића коју карактерише септембарска манифестација у Сремским Карловцима, на Стражилову и у Новом Саду.
Лист за забаву, поуку и књижевност под истим именом Бранково коло излазио је на прелому 19. и 20. века у С. Карловцима.
Издавачка кућа Бранково коло данас чува успомену на Бранка Радичевића и његово дело, дајући печат С. Карловцима, месту јединственом у српској култури, негујући креативни однос према баштини, али и према савременим нашим и светским духовним вредностима и окупља песнике млађе и старије генерације, афирмисане ауторе као и оне чије песничке првенце објављује. Институција окупља и ствараоце из драмске, ликовне и музичке уметности, те филозофије и духовности уопште. Једно од капиталних издања Бранковог кола јесте Антологија српске поезије, Ненада Грујичића (од Радичевића до данас) објављена 2012. године.

## Манифестација
Бранково коло има две манифестације годишње: Пролетње Бранкове дане од 4. до 28. марта, дана рођења Б. Радичевића, и септембарску манифестацију "Бранково коло", приликом које се додељује награда Стражилово за најбољу песничку књигу у издању Бранковог кола, одржава песнички митинг, филозофски симпозијум, песничке радионице и књижевне вечери. У пролеће се додељује реномирана награда Печат вароши сремскокарловачке. Директор институције је песник Ненад Грујичић. Лауреати Бранковог кола били су Стеван Раичковић, Добриша Цесарић, Мирослав Антић, Перо Зубац, Десанка Максимовић, Душко Радовић; а од савремених песника и уметника Ранко Чолаковић, Енес Кишевић, Драгослав Дедовић; од аутора млађе генерације Милан Ракуљ, Иван Деспотовић и многи други.